# Chiefs de Kansas City
Stade
Maillots
Super Bowl IV - LIV - LVII - LVIII
Champion AFL 1962 - 1966 - 1969
Les Chiefs de Kansas City (Kansas City Chiefs en anglais) sont une franchise de football américain de la National Football League (NFL), basée à Kansas City dans l'État du Missouri aux États-Unis et  membre de la Division Ouest de l'American Football Conference (AFC West).
La franchise est fondée en 1960 sous le nom des Texans de Dallas par Lamar Hunt et est alors membre de l'American Football League (AFL).
Elle déménage de Dallas à Kansas City en 1963 et adopte alors le nom des Chiefs de Kansas City.
En 1970, à la suite de la fusion entre la NFL et l'AFL, les Chiefs sont intégrés dans la nouvelle National Football League (actuelle NFL).
Les Chiefs ont remporté quatre Super Bowls soit le Super Bowl IV en battant les Vikings au terme de la saison 1969, le Super Bowl LIV en battant les 49ers au terme de la saison 2019, le Super Bowl LVII en battant les Eagles au terme de la saison 2022 et le Super Bowl LVIII en battant les 49ers au terme de la saison 2023.

## Historique
Le 11 janvier 1970 au Tulane Stadium de La Nouvelle-Orléans en Louisiane, les Chiefs, champions 1969 de l'AFL, remportent le premier trophée Vince-Lombardi de leur histoire en s'imposant 7-23 face aux Vikings du Minnesota, champions 1969 de la NFL. Le quarterback des Chiefs, Len Dawson, est désigné meilleur joueur du match.
Le 2 février 2020 à Miami dans l'État de Floride au Hard Rock Stadium, stade des Dolphins de Miami, les Chiefs remportent le deuxième trophée Vince Lombardi de leur histoire avec une victoire 31 à 20 face aux 49ers de San Francisco. Le quarterback des Chiefs, Patrick Mahomes, est désigné meilleur joueur du match,.

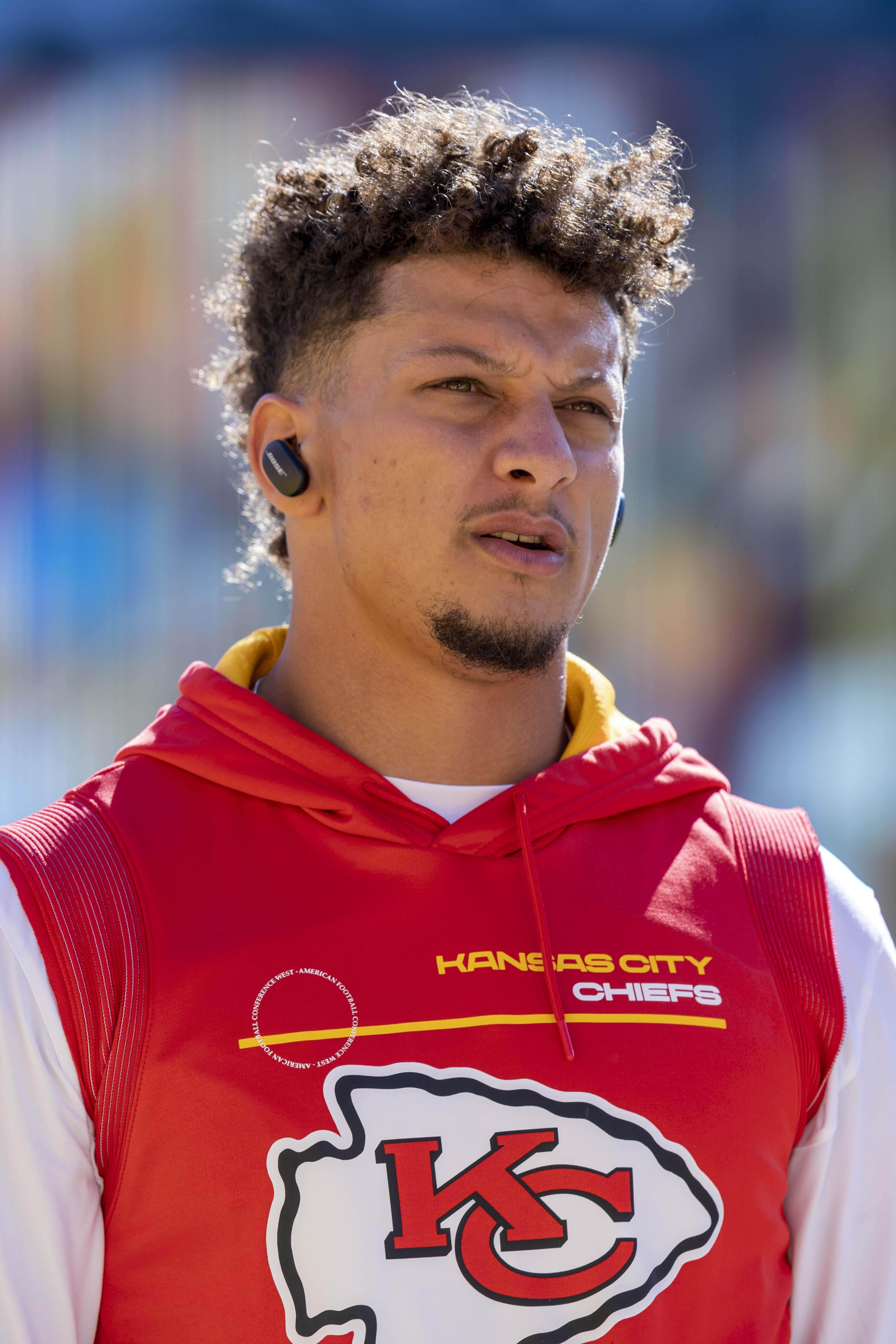
Patrick Mahomes

Le 12 février 2023 à Glendale dans l'État de l'Arizona aux États-Unis, les Chiefs champions de l'American Football Conference (AFC), battent 38 à 35 les Eagles de Philadelphie, champions de la National Football Conference (NFC), et remportent ainsi le troisième trophée Vince Lombardi de leur histoire. Le quarterback des Chiefs, Patrick Mahomes, est de nouveau désigné meilleur joueur du match.
Le 11 février 2024 à Paradise dans l'État du Nevada aux États-Unis, les Chiefs, champions de l'AFC, battent 25 à 22 les 49ers de San Francisco, champions de la NFC, conservant leur titre et remportant ainsi le quatrième trophée Vince Lombardi de leur histoire. Patrick Mahomes est pour la troisième fois de sa carrière désigné meilleur joueur du match.

## Grands joueurs du passé

### Membres du Pro Football Hall of Fame
| Intronisation | Joueur              | Poste                     | Saisons au club |
| ------------- | ------------------- | ------------------------- | --------------- |
| 1972          | Lamar Hunt          | Fondateur de la franchise | 1960-2006       |
| 1983          | Bobby Bell (en)     | Linebacker                | 1963–1974       |
| 1986          | Willie Lanier       | Linebacker                | 1967-1977       |
| 1987          | Len Dawson          | Quarterback               | 1963-1975       |
| 1990          | Buck Buchanan       | Tacle défensif            | 1963-1975       |
| 1991          | Jan Steneruld       | Kicker                    | 1967-1979       |
| 1997          | Mike Webster        | Centre                    | 1989-1990       |
| 2000          | Joe Montana         | Quarterback               | 1993-1994       |
| 2001          | Marv Levy (en)      | Entraîneur principal      | 1978-1982       |
| 2003          | Marcus Allen        | Running back              | 1993-1997       |
| 2003          | Hank Stram (en)     | Entraîneur principal      | 1960-1974       |
| 2006          | Warren Moon         | Quarterback               | 1999-2000       |
| 2008          | Derrick Thomas      | Linebacker                | 1989-1999       |
| 2009          | Emmitt Thomas       | Cornerback                | 1966-1978       |
| 2012          | Willie Roaf         | Tacle offensif            | 2002-2005       |
| 2013          | Curley Culp (en)    | Tacle défensif            | 1968–1974       |
| 2015          | Will Shields        | Garde offensif            | 1993–2006       |
| 2015          | Bill Polian (en)    | Donateur                  | 1978–1982       |
| 2017          | Morten Andersen     | Kicker                    | 2002–2003       |
| 2018          | Bobby Beathard (en) | Donateur                  | 1963, 1966–1967 |
| 2019          | Tony Gonzalez       | Tight end                 | 1997–2008       |
| 2019          | Ty Law              | Cornerback                | 2006–2007       |
| 2019          | Johnny Robinson     | Safety                    | 1960–1971       |

### Numéros retirés
| Numéro | Joueur             | Poste            | Saisons au club |
| ------ | ------------------ | ---------------- | --------------- |
| 3      | Jan Stenerud       | Kicker           | 1967-1979       |
| 16     | Len Dawson         | Quarterback      | 1963-1975       |
| 18     | Emmitt Thomas      | Cornerback       | 1966-1978       |
| 28     | Abner Haynes (en)  | Running back     | 1960-1964       |
| 33     | Stone Johnson      | Running back     | 1963            |
| 36     | Mack Lee Hill (en) | Running back     | 1964-1965       |
| 58     | Derrick Thomas     | Linebacker       | 1989-1999       |
| 63     | Willie Lanier      | Linebacker       | 1967-1977       |
| 78     | Bobby Bell (en)    | Linebacker       | 1963-1974       |
| 86     | Buck Buchanan      | Defensive tackle | 1963-1975       |

## Palmarès
Palmarès des Chiefs de Kansas City
| Titre national | Conférence                                                                    | Division |
| --- | ----------------------------------------------------------------------------- | --- |

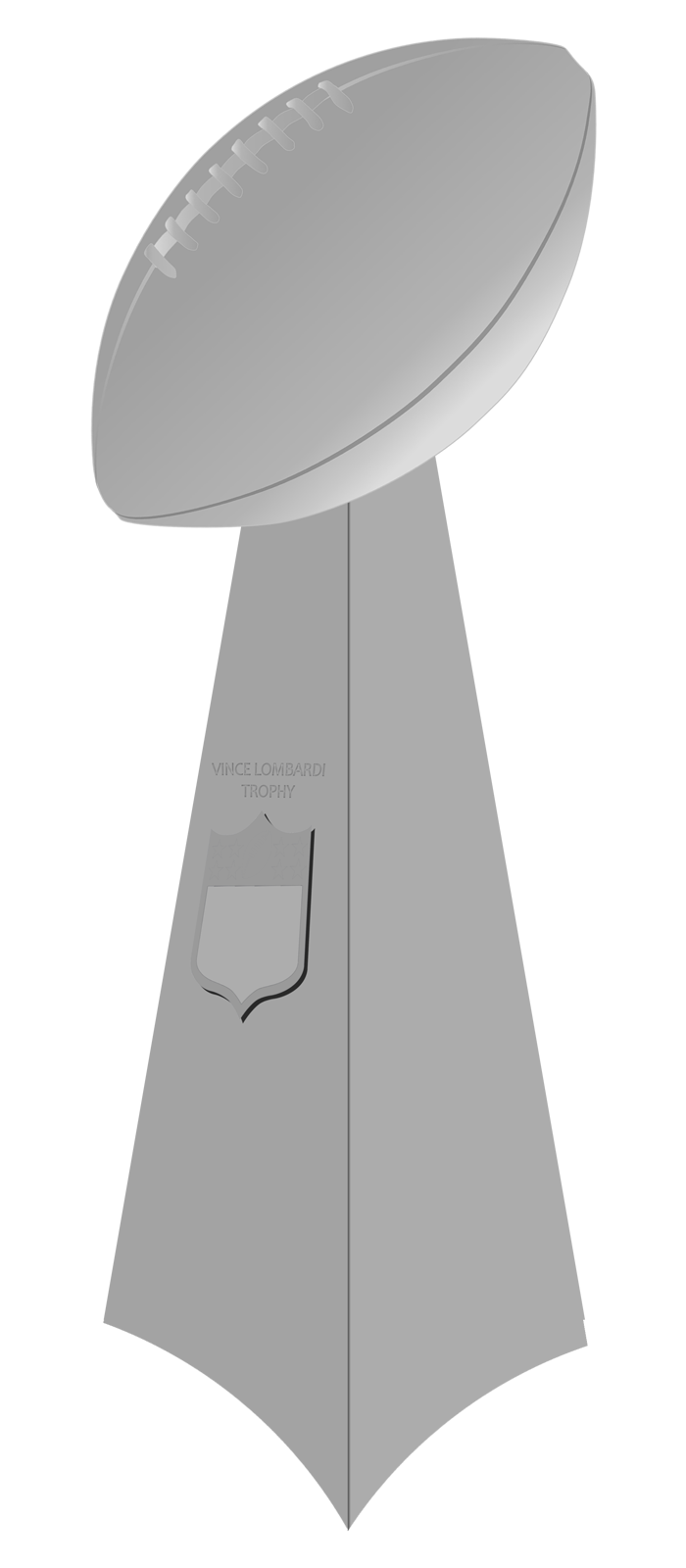

| American Football League (3) - Champion : 1962, 1966 et 1969. Super Bowl (4) - Vainqueur : 1969 (IV), 2019 (LIV), 2022 (LVII) et 2023 (LVIII). - Finaliste : 1966 (I) , 2020 (LV). et 2024 (LIX) | American Football Conference (5) - Champion : 2019, 2020, 2022, 2023 et 2024. | AFL West Division (2) - Champion : 1962, 1966. AFC West Division (15) - Champion : 1971, 1993, 1995, 1997, 2003, 2010, 2016, 2017, 2018, 2019, 2020, 2021, 2022, 2023 et 2024. |

## Rivalité
Les Chiefs partagent d'intenses rivalités avec les trois autres membres actuels de la Division AFC Ouest, soit les Raiders de Las Vegas, les Broncos de Denver et les Chargers de Los Angeles, celle avec les Raiders étant considérée comme une des plus extrêmes de la NFL.
On peut y ajouter les Seahawks de Seattle qui furent un rival lorsqu'ils étaient membres de la NFC Ouest et les anciennes équipes AFL comme les Bills de Buffalo, les Ravens de Baltimore et les Colts d'Indianapolis.
Par rapport aux équipes de la NFC, les Chiefs ayant perdu le Super Bowl I contre les Packers de Green Bay (saison 1966, 10 à 35), ils en ont conservé une certaine rivalité.
Ils partageaient également autrefois une rivalité avec les autres équipes situées à Saint-Louis dans l'État du Missouri, soit les Cardinals et les Rams.

## Bilan saison par saison
| Texans de Dallas      | Texans de Dallas                                         | Texans de Dallas                                         | Texans de Dallas                                         | Texans de Dallas                                                                                               | Texans de Dallas |
| --------------------- | -------------------------------------------------------- | -------------------------------------------------------- | -------------------------------------------------------- | --- | --- |
| Saison                | Vic.                                                     | Déf.                                                     | Nuls                                                     | Classement | Séries éliminatoires |
| 1960                  | 8                                                        | 6                                                        | 0                                                        | 2e Ouest (AFL)                                                                                                 | -- |
| 1961                  | 6                                                        | 8                                                        | 0                                                        | 2e Ouest (AFL)                                                                                                 | -- |
| 1962                  | 11                                                       | 3                                                        | 0                                                        | 1er Ouest (AFL)                                                                                                | Victoire en finale AFL (Oilers de Houston) 20-17 (2PR) |
| Chiefs de Kansas City |                                                          |                                                          |                                                          | | |
| Saison                | Vic.                                                     | Déf.                                                     | Nuls                                                     | Classement | Séries éliminatoires |
| 1963                  | 5                                                        | 7                                                        | 2                                                        | 3e Ouest (AFL)                                                                                                 | -- |
| 1964                  | 7                                                        | 7                                                        | 0                                                        | 2e Ouest (AFL)                                                                                                 | -- |
| 1965                  | 7                                                        | 5                                                        | 2                                                        | 3e Ouest (AFL)                                                                                                 | -- |
| 1966                  | 11                                                       | 2                                                        | 1                                                        | 1er Ouest (AFL)                                                                                                | Victoire en finale AFL (Oilers de Houston) 20-17 Défaite au Super Bowl I (Packers de Green Bay) 10-35 |
| 1967                  | 9                                                        | 5                                                        | 0                                                        | 2e Ouest (AFL)                                                                                                 | -- |
| 1968                  | 12                                                       | 2                                                        | 0                                                        | 2e Ouest (AFL)                                                                                                 | Défaite tour de division (Raiders d'Oakland) 6-41 |
| 1969                  | 11                                                       | 3                                                        | 0                                                        | 2e Ouest (AFL)                                                                                                 | Victoire en tour de division (@ Jets de New York) 13–6 Victoire en finale AFL (Raiders d'Oakland 17-7 Victoire au Super Bowl IV (Vikings du Minnesota) 23-7                                                                                 |
| Incorporé à la NFL    |                                                          |                                                          |                                                          | | |
| 1970                  | 7                                                        | 5                                                        | 2                                                        | 2e AFC Ouest                                                                                                   | -- |
| 1971                  | 10                                                       | 3                                                        | 1                                                        | 1er AFC Ouest                                                                                                  | Défaite en tour de division (Dolphins de Miami) 24-27 (2 PR) |
| 1972                  | 8                                                        | 6                                                        | 0                                                        | 2e AFC Ouest                                                                                                   | -- |
| 1973                  | 7                                                        | 5                                                        | 2                                                        | 3e AFC Ouest                                                                                                   | -- |
| 1974                  | 5                                                        | 9                                                        | 0                                                        | 3e AFC Ouest                                                                                                   | -- |
| 1975                  | 5                                                        | 9                                                        | 0                                                        | 3e AFC Ouest                                                                                                   | -- |
| 1976                  | 5                                                        | 9                                                        | 0                                                        | 4e AFC Ouest                                                                                                   | -- |
| 1977                  | 2                                                        | 12                                                       | 0                                                        | 5e AFC Ouest                                                                                                   | -- |
| 1978                  | 4                                                        | 12                                                       | 0                                                        | 5e AFC Ouest                                                                                                   | -- |
| 1979                  | 7                                                        | 9                                                        | 0                                                        | 5e AFC Ouest                                                                                                   | -- |
| 1980                  | 8                                                        | 8                                                        | 0                                                        | 3e AFC Ouest                                                                                                   | -- |
| 1981                  | 9                                                        | 7                                                        | 0                                                        | 3e AFC Ouest                                                                                                   | -- |
| 1982                  | 3                                                        | 6                                                        | 0                                                        | 11e AFC Conf.                                                                                                  | -- |
| 1983                  | 6                                                        | 10                                                       | 0                                                        | 5e AFC Ouest                                                                                                   | -- |
| 1984                  | 8                                                        | 8                                                        | 0                                                        | 4e AFC Ouest                                                                                                   | -- |
| 1985                  | 6                                                        | 10                                                       | 0                                                        | 5e AFC Ouest                                                                                                   | -- |
| 1986                  | 10                                                       | 6                                                        | 0                                                        | 2e AFC Ouest                                                                                                   | Défaite en tour de wild card (Jets de New York) 15-35 |
| 1987                  | 4                                                        | 11                                                       | 0                                                        | 5e AFC Ouest                                                                                                   | -- |
| 1988                  | 4                                                        | 11                                                       | 1                                                        | 5e AFC Ouest                                                                                                   | -- |
| 1989                  | 8                                                        | 7                                                        | 1                                                        | 2e AFC Ouest                                                                                                   | -- |
| 1990                  | 11                                                       | 5                                                        | 0                                                        | 2e AFC Ouest                                                                                                   | Défaite en tour de wild card (Dolphins de Miami) 16-17 |
| 1991                  | 10                                                       | 6                                                        | 0                                                        | 2e AFC Ouest                                                                                                   | Victoire en tour de wild card (Raiders de Los Angeles) 10–6 Défaite en tour de division (Bills de Buffalo) 14-37 |
| 1992                  | 10                                                       | 6                                                        | 0                                                        | 2e AFC Ouest                                                                                                   | Défaite en tour de wild card (Chargers de San Diego) 0-17 |
| 1993                  | 11                                                       | 5                                                        | 0                                                        | 1re AFC Ouest                                                                                                  | Victoire en tour de wild card (Steelers de Pittsburgh) 27–24 (PR) Victoire en tour de division (@ Oilers de Houston) 28–20 Défaite en finale de conférence AFC (Bills de Buffalo) 13-30                                                     |
| 1994                  | 9                                                        | 7                                                        | 0                                                        | 2e AFC Ouest                                                                                                   | Défaite en tour de wild card (Dolphins de Miami) 17-27 |
| 1995                  | 13                                                       | 3                                                        | 0                                                        | 1er AFC Ouest                                                                                                  | Défaite en tour de division (Colts d'Indianapolis) 7-10 |
| 1996                  | 9                                                        | 7                                                        | 0                                                        | 2e AFC Ouest                                                                                                   | -- |
| 1997                  | 13                                                       | 3                                                        | 0                                                        | 1er AFC Ouest                                                                                                  | Défaite en tour de division (Broncos de Denver) 10-14 |
| 1998                  | 7                                                        | 9                                                        | 0                                                        | 4e AFC Ouest                                                                                                   | -- |
| 1999                  | 9                                                        | 7                                                        | 0                                                        | 2e AFC Ouest                                                                                                   | -- |
| 2000                  | 7                                                        | 9                                                        | 0                                                        | 3e AFC Ouest                                                                                                   | -- |
| 2001                  | 6                                                        | 10                                                       | 0                                                        | 4e AFC Ouest                                                                                                   | -- |
| 2002                  | 8                                                        | 8                                                        | 0                                                        | 4e AFC Ouest                                                                                                   | -- |
| 2003                  | 13                                                       | 3                                                        | 0                                                        | 1er AFC Ouest                                                                                                  | Défaite en tour de division (Colts d'Indianapolis) 31-38 |
| 2004                  | 7                                                        | 9                                                        | 0                                                        | 3e AFC Ouest                                                                                                   | -- |
| 2005                  | 10                                                       | 6                                                        | 0                                                        | 2e AFC Ouest                                                                                                   | -- |
| 2006                  | 9                                                        | 7                                                        | 0                                                        | 2e AFC Ouest                                                                                                   | Défaite en tour de wild card (Colts d'Indianapolis) 8-23 |
| 2007                  | 4                                                        | 12                                                       | 0                                                        | 3e AFC Ouest                                                                                                   | -- |
| 2008                  | 2                                                        | 14                                                       | 0                                                        | 4e AFC Ouest                                                                                                   | -- |
| 2009                  | 4                                                        | 12                                                       | 0                                                        | 4e AFC Ouest                                                                                                   | -- |
| 2010                  | 10                                                       | 6                                                        | 0                                                        | 1er AFC Ouest                                                                                                  | Défaite en tour de wild card (Ravens de Baltimore) 7-30 |
| 2011                  | 7                                                        | 9                                                        | 0                                                        | 4e AFC Ouest                                                                                                   | -- |
| 2012                  | 2                                                        | 14                                                       | 0                                                        | 4e AFC Ouest                                                                                                   | -- |
| 2013                  | 11                                                       | 5                                                        | 0                                                        | 2e AFC Ouest                                                                                                   | Défaite en tour de wild card (Colts d'Indianapolis) 44-45 |
| 2014                  | 9                                                        | 7                                                        | 0                                                        | 2e AFC Ouest                                                                                                   | -- |
| 2015                  | 11                                                       | 5                                                        | 0                                                        | 2e AFC Ouest                                                                                                   | Victoire en tour de wild card (@ Texans de Houston) 30-0 Défaite en tour de division (Patriots de la Nouvelle-Angleterre) 20-27 |
| 2016                  | 12                                                       | 4                                                        | 0                                                        | 1er AFC Ouest                                                                                                  | Défaite en tour de division (Steelers de Pittsburgh) 16-18 |
| 2017                  | 10                                                       | 6                                                        | 0                                                        | 1er AFC Ouest                                                                                                  | Défaite en tour de wild card (Titans du Tennessee) 21-22 |
| 2018                  | 12                                                       | 4                                                        | 0                                                        | 1er AFC Ouest                                                                                                  | Victoire en tour de division (Colts d'Indianapolis) 31-13 Défaite en finale de conférence AFC (Patriots de la Nouvelle-Angleterre) 31-37 |
| 2019                  | 12                                                       | 4                                                        | 0                                                        | 1er AFC Ouest                                                                                                  | Victoire en tour de division (Texans de Houston) 51-31 Victoire en finale de conférence AFC (Titans du Tennessee) 35-24 Victoire au Super Bowl LIV (49ers de San Francisco) 31-20                                                           |
| 2020                  | 14                                                       | 2                                                        | 0                                                        | 1er AFC Ouest                                                                                                  | Victoire en tour de division (Browns de Cleveland) 22–17 Victoire en finale de conférence AFC (Bills de Buffalo) 38–24 Défaite au Super Bowl LV (Buccaneers de Tampa Bay) 9–31                                                              |
| 2021                  | 12                                                       | 5                                                        | 0                                                        | 1er AFC Ouest                                                                                                  | Victoire en tour de wild card (Steelers de Pittsburgh) 42–21 Victoire en tour de division (Bills de Buffalo) 42PR36 Défaite en finale de conférence AFC (Bengals de Cincinnati) 24PR27                                                      |
| 2022                  | 14                                                       | 3                                                        | 0                                                        | 1er AFC Ouest                                                                                                  | Victoire en tour de division (Jaguars de Jacksonville) 27-20 Victoire en finale de conférence AFC (Bengals de Cincinnati) 23-20 Victoire au Super Bowl LVII (Eagles de Philadelphie) 38-35                                                  |
| 2023                  | 11                                                       | 6                                                        | 0                                                        | 1er AFC Ouest                                                                                                  | Victoire en tour de wild card (Dolphins de Miami) 26–7 Victoire en tour de division (@ Bills de Buffalo) 27-24 Victoire en finale de Conférence AFC (Ravens de Baltimore) 17-10 Victoire 25-22 au Super Bowl LVIII (49ers de San Francisco) |
| 2024                  | 15                                                       | 2                                                        | 0                                                        | 1er AFC Ouest                                                                                                  | Victoire en tour de division (@ Texans de Houston) 23-14 Victoire en finale de conférence AFC (Bills de Buffalo) 32-29 Défaite au Super Bowl LIX (Eagles) 22-40                                                                             |
| 2025                  | Ne rien indiquer avant la fin complète de la saison 2025 | Ne rien indiquer avant la fin complète de la saison 2025 | Ne rien indiquer avant la fin complète de la saison 2025 | Ne rien indiquer avant la fin complète de la saison 2025                                                       | Ne rien indiquer avant la fin complète de la saison 2025 |
| Totaux                | 547                                                      | 441                                                      | 12                                                       | Saison régulière (2 titres de division AFL Ouest, 14 titres de division AFC Ouest, 4 titres de conférence AFC) | Saison régulière (2 titres de division AFL Ouest, 14 titres de division AFC Ouest, 4 titres de conférence AFC) |
| Totaux                | 26                                                       | 22                                                       | -                                                        | Séries éliminatoires                                                                                           | Séries éliminatoires |
| Totaux                | 573                                                      | 463                                                      | 12                                                       | Saison régulière + séries éliminatoires (3 titres en AFL avant 1970 et 4 Super Bowls)                          | Saison régulière + séries éliminatoires (3 titres en AFL avant 1970 et 4 Super Bowls) |